# UTC−9:30
UTC−9:30 је једна од временских зона. Користи се као званично време на Острвима Макиз у склопу Стандардног времена Француске Полинезије.

## Стандардно време
- Француска Полинезија
  -  Острва Маркиз